# ЛМ-2000
ЛМ-2000 (71-135) — чотиривісний трамвайний вагон. Побудований на Петербурзькому трамвайно-механічному заводі в 2002 ріку в єдиному екземплярі.

## Опис
Було розроблено на замовлення Москви з метою забезпечення рухомим складом депо ім. Апакова та Краснопресненського депо, які мали проблеми з габаритом депівських будівель (на деякі шляхи не проходив жоден із сучасних трамвайних вагонів; поява вагонів виробництва Ук-Катавського вагонобудівного заводу), таких як 71-608 і 71-621, цю проблему не вирішили, а постачання серійних вагонів Tatra T7B5 так і не були реалізовані через дефолт, а потім і банкрутства заводу ЧКД). Згідно з побажаннями замовника був розроблений новий кузов з габаритами як у вагона Tatra T3 і оригінальним, але досить своєрідним дизайном. Вагон обладнаний асинхронними тяговими двигунами і не має пневматичного обладнання.
Протягом 1999 року обговорювалися всі технічні подробиці, одночасно інших вагонах випробовувалися різні вузли. Нарешті влітку 2000 року почалося збирання вагона. У ході проектування та виготовлення конструкція вагона далеко пішла від вихідного ЛМ-99 (71-134), і модель отримала новий індекс — 71-135. Принципово нова для ПТМЗ конструкція вагона викликала деякі труднощі, тривали технічні консультації з Москвою, і ось 29 березня 2001 вагон, який отримав офіційне найменування ЛМ-2000, вийшов з воріт заводу на першу обкатку.
У серпні 2001 року вагон був схвалений міжвідомчою комісією. Тепер можна було вважати, що вагон загалом готовий. Однак у Краснопресненського депо була своя думка. Доведення вагона тривало. Комісія з депо прийняла вагон лише у жовтні. Але тут почалися інші труднощі. Міністерство транспорту оголосило, що в Іжевську найближчим часом розпочнеться всеросійський конкурс рухомого складу трамвая, і там хотіли б бачити і ЛМ-2000. Сперечання та переговори тривали більше двох місяців.
У січні 2002 року вагон було перевезено до Москви і став першим за 102 роки вагоном петербурзького виробництва у місті. Вагон отримав парковий номер № 0001, а потім 3001. Влітку 2002 року Краснопресненське трамвайне депо було переведено на нову територію в Строгіне, і потреба закупівель вагонів із зменшеним габаритом зникла. Більше за вагони ЛМ-2000 не будувалося.
Незважаючи на це, в середині 2000-х років Москва почала закуповувати трамвайні вагони моделі 71-134АЕ (ЛМ-99), на яких застосовується тяговий привід, аналогічний використаному на ЛМ-2000, потім Москва купила вагони ЛМ-2008.
Вагон працював на маршруті № 28к, а в 2006 році переведений на маршрут № 21. Вагон часто простоював через відсутність оригінальних запчастин. Далі вагон було переведено на маршрут № 23. Передано до музею 23 жовтня 2014 року.

## Технічні характеристики
- Габарити кузова, мм:
  - Довжина — 14000
  - Ширина — 2500
  - Висота — 3150
- Мінімальний радіус повороту, м — 14
- Пасажиромісткість, чол — 150
- Число місць для сидіння — 17-22
- Гальмівні системи
  - Електродинамічний гальмо
  - Барабанно-колодкове гальмо на швидкісному валу редуктора
  - Електромагнітне рейкове гальмо
  - Ручне стоянкове гальмо
- Гальмівний шлях при екстреному гальмуванні зі швидкості 40 км/год, м — 29.5
- Тягові електродвигуни — 4x60 кВт, асинхронні, тип ТАД-1, виробник — «Електросила».
- Витрата електроенергії, кВт/км — 1.5
- Ресурс до капітального ремонту, тис. км — 1000
- Ресурс вагона, років — 20
- Конструктивна швидкість, км/год — 70

## Міста експлуатації
| Місто  | Тип    | Початок експлуатації | Кількість одиниць | Бортові номери |
| ------ | ------ | -------------------- | ----------------- | -------------- |
| Москва | 71-135 | 2000 рік             | 1                 | 0001           |

## Світлини

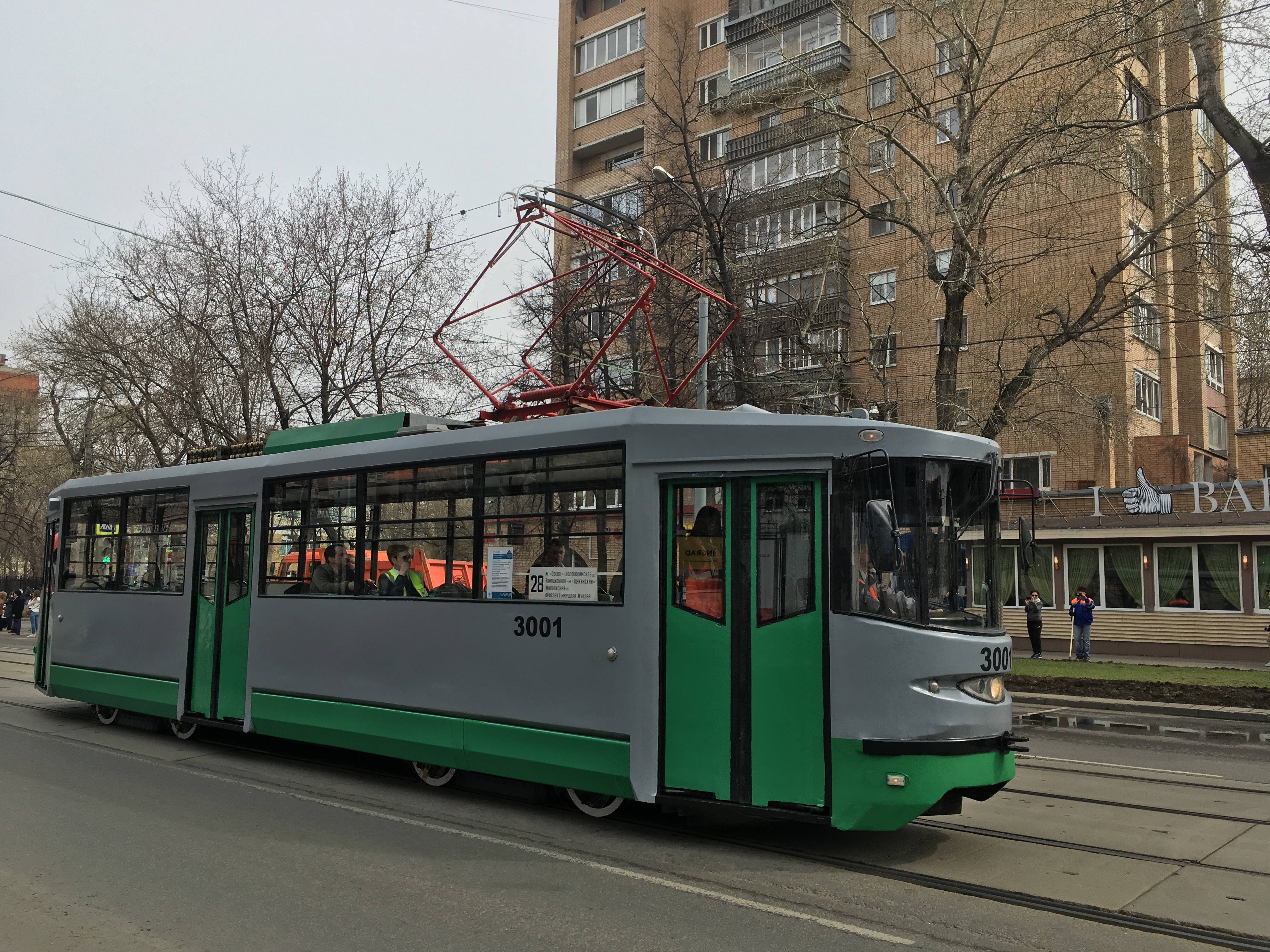
ЛМ-2000 в Москві
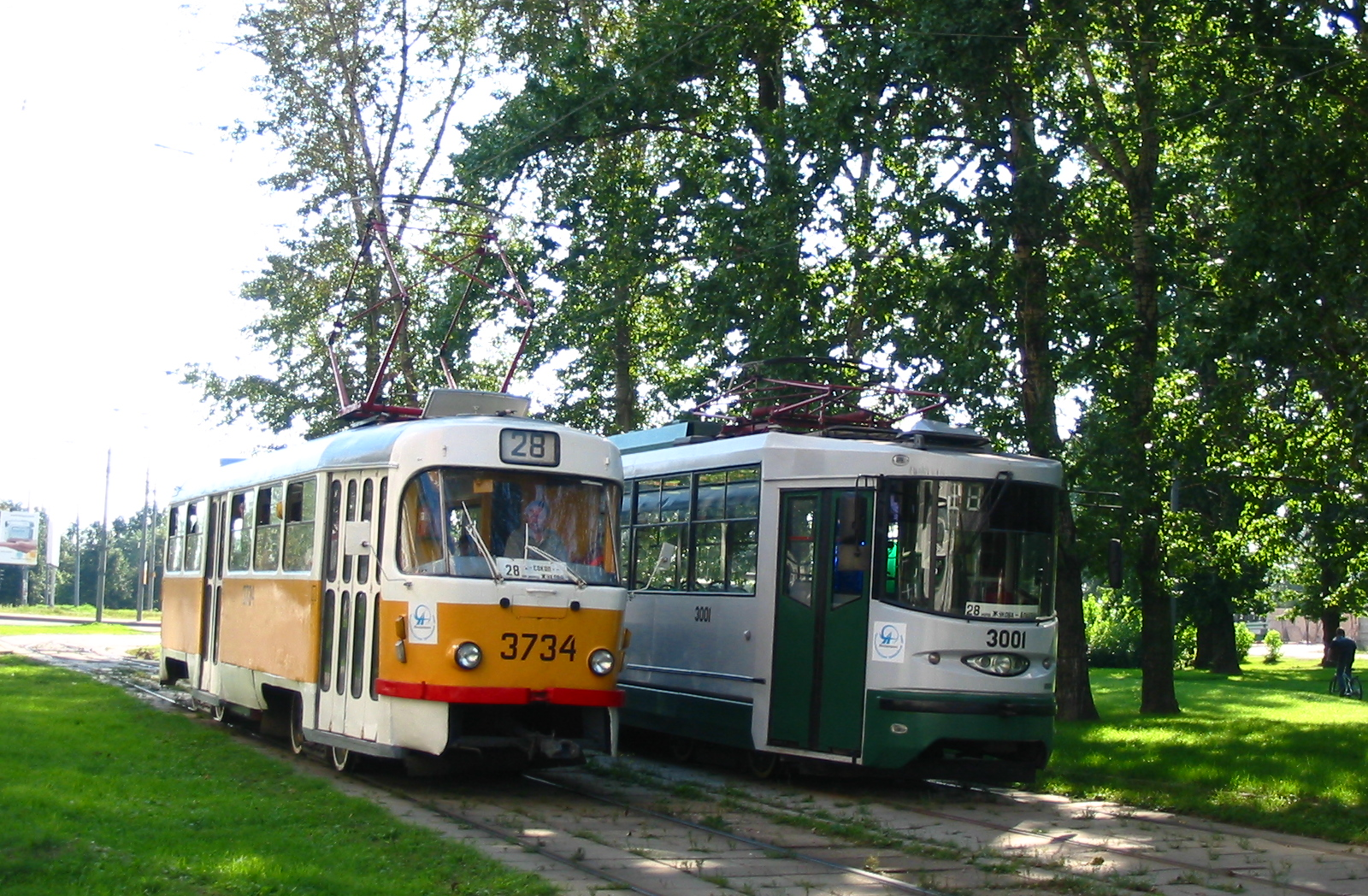
ЛМ-2000 в Москві
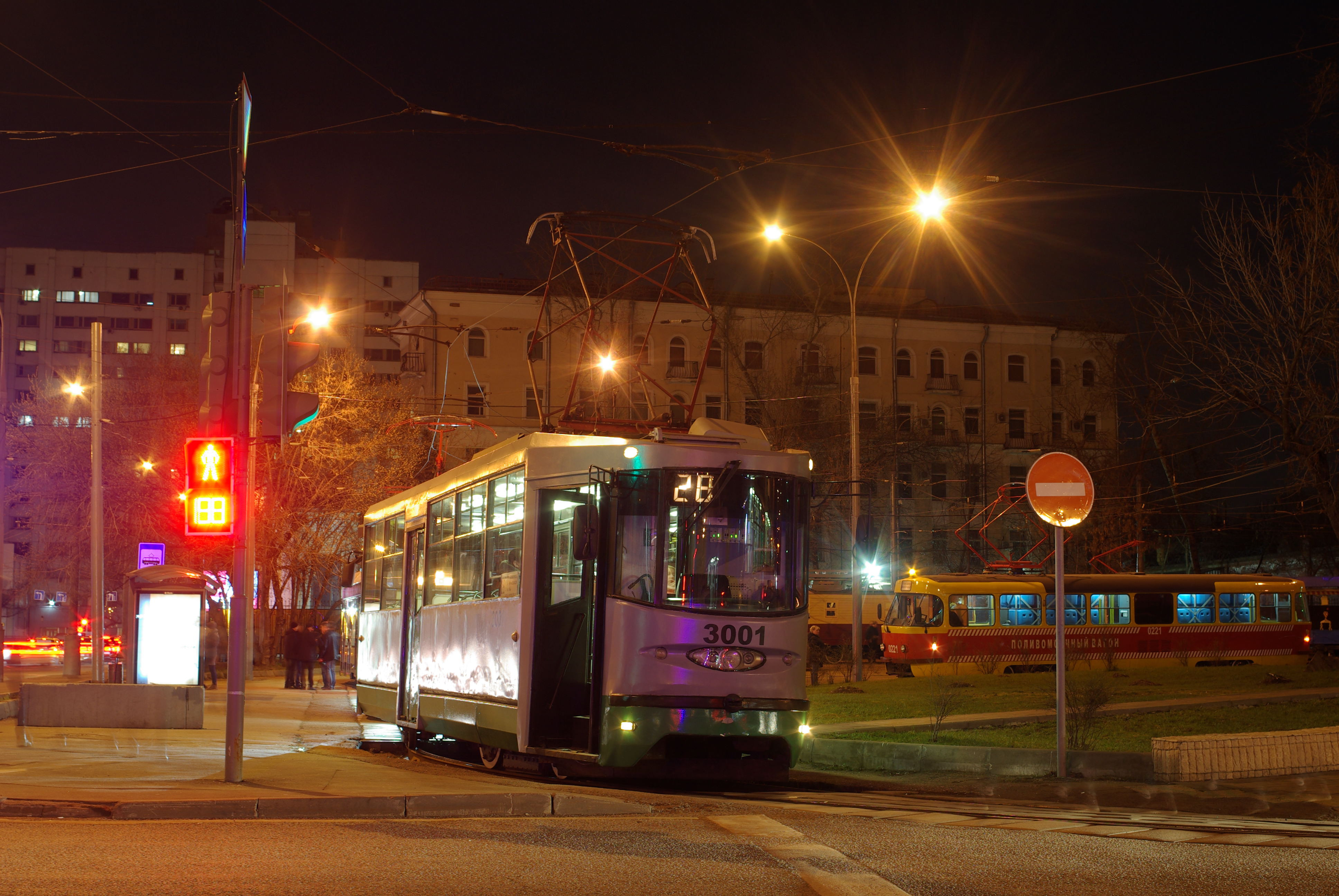
ЛМ-2000 в Москві
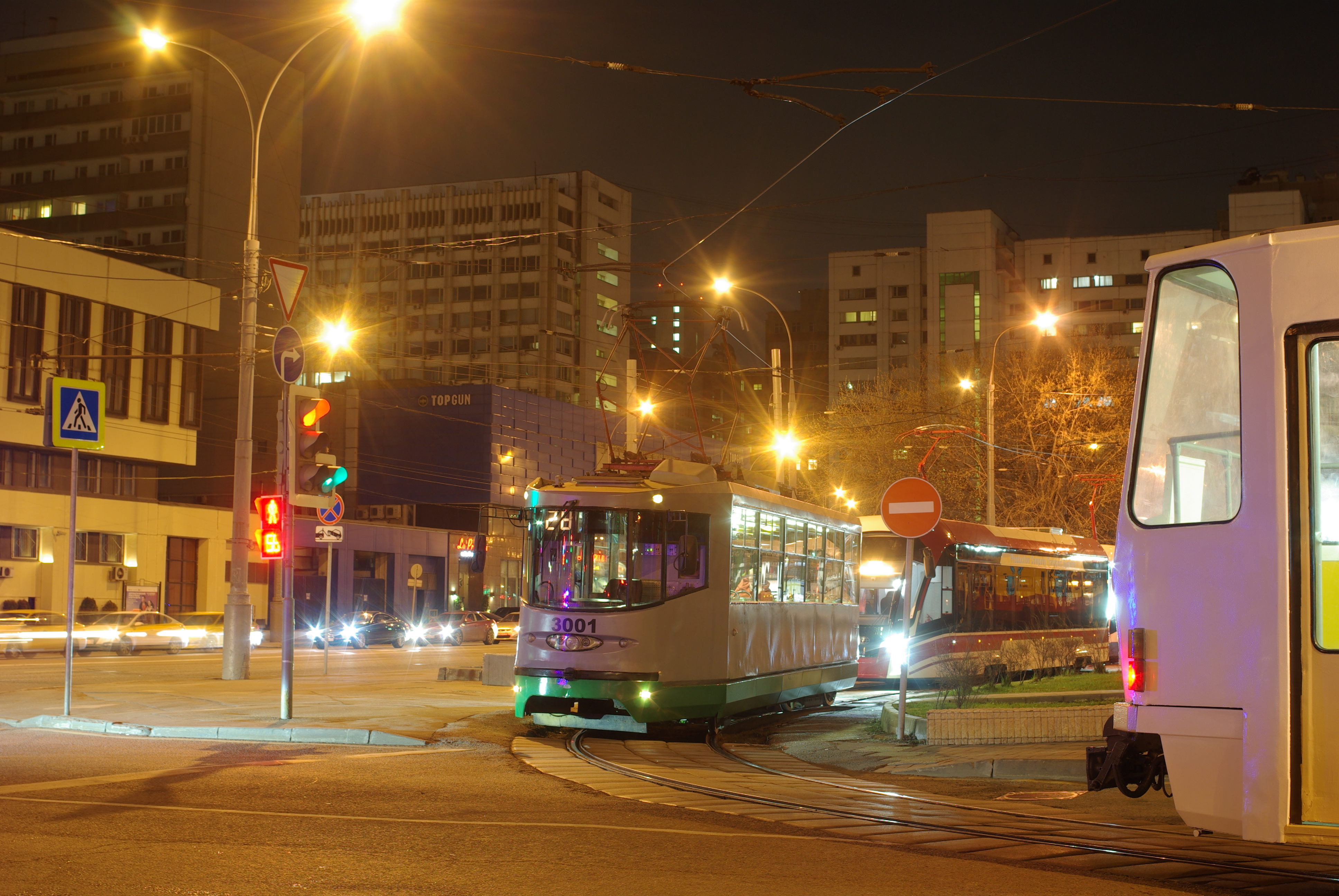
ЛМ-2000 в Москві